# José Cardús
José Cardús Aguilar, né le 19 octobre 1917 à Barcelone et mort le 29 décembre 2006 dans la même ville, est un footballeur espagnol des années 1930 et 1940 qui jouait au poste de milieu de terrain. Il est l'oncle du pilote moto Carlos Cardús et son frère Jordi Cardús était aussi footballeur.

## Biographie
José Cardús joue avec le RCD Espanyol de 1936 à 1940. Avec l'Espanyol, il remporte la Coupe d'Espagne en 1940.
Il joue ensuite avec le CE Sabadell de 1942 à 1945.
En 1945, il rejoint le FC Barcelone jusqu'en 1946. Avec le Barça, il débute en match officiel le 9 décembre 1945 face au Celta de Vigo lors de la 11e journée de championnat (victoire 5 à 1). Il ne joue que deux matchs officiels avec le Barça (14 matchs non officiels).
Il joue la saison 1946-1947 avec le CF Badalona. Puis en 1947, il rejoint l'UE Sants, où il reste jusqu'en 1948.

## Palmarès
Avec le RCD Espanyol :
- Vainqueur de la Coupe d'Espagne en 1940
- Champion de Catalogne en 1937 et 1940
- Vainqueur de la Coupe des champions en 1940